# بدر عبد العاطي
بدر أحمد محمد عبد العاطي (8 فبراير 1966 -) هو دبلوماسي وسفير مصري يشغل حاليًا منصب وزير الخارجية في مصر.

## حياته ونشأته
ولد بدر أحمد محمد عبد العاطي 8 فبراير 1966 في أسيوط، حصل علي البكالوريوس من كلية الاقتصاد والعلوم السياسية بجامعة القاهرة، حصل على الدكتوراه في العلاقات الدولية من كلية الاقتصاد والعلوم السياسية عام 2003 من جامعة القاهرة، وماجستير في العلاقات الدولية عام 1996 من نفس الجامعة، وبكالوريوس في العلوم السياسية عام 1987 من الجامعة ذاتها.

## مسيرته
عمل باحثاً في مركز الأهرام للدراسات السياسية والاستراتيجية بالقاهرة في عام 1989، وهو من أهم مراكز الأبحاث السياسية في الشرق الأوسط، وتخرج منه العديد من وجوه السياسة والدبلوماسية المصرية والعربية.

## مناصب
- شغل منصب سفير مصر لدى ألمانيا بين عامي 2015 و2019 وكانت له جهود بارزة في الانطلاق بالعلاقات المصرية الألمانية نحو أفق أرحب، وتعزيز التعاون المشترك في شتى المجالات خلال ولاية المستشارة الألمانية السابقة أنجيلا ميركل.[2]
- تولى منصب نائب مساعد وزير الخارجية والمتحدث الرسمي باسم وزارة الخارجية ومدير إدارة الدبلوماسية العامة بين 2013 و2015.[8]
- نائب مساعد وزير الخارجية لشؤون الاتحاد الأوروبي وغرب أوروبا.[9]
- المنسق الوطني للاتحاد من أجل المتوسط بين 2012 و2013.[10]
- نائب رئيس البعثة في سفارة جمهورية مصر العربية في بروكسل بين 2008 و2012.[11]
- مديراً لشؤون فلسطين في وزارة الخارجية المصرية بين 2007 و2008.[12]
- مستشاراً في سفارة جمهورية مصر العربية في واشنطن والمسؤول عن ملفي الكونجرس والشؤون الأفريقية بين 2003 و2007.[13]
- سكرتير أول بمكتب وزير الخارجية المسؤول عن ملفي الشؤون الأفريقية وعملية السلام في الشرق الأوسط بين 2001 و2003.[14]
- سكرتير ثاني بسفارة جمهورية مصر العربية في طوكيو، والمسؤول عن الشؤون الأفريقية وعملية السلام في الشرق الأوسط وإيران بين 1997 و2001.[15]
- سكرتيراً ثانياً في مكتب نائب مساعد وزير الخارجية للتعاون الاقتصادي الإقليمي بالشرق الأوسط بين 1995 و1997.[16]
- تولى منصب عضو الوفد المصري في مؤتمر القاهرة الاقتصادي للشرق الأوسط وشمال إفريقيا عام 1996.
- سكرتير ثالث في سفارة جمهورية مصر العربية في تل أبيب والمسؤول عن الشؤون الداخلية الإسرائيلية[17] وعملية السلام في الشرق الأوسط بين 1991 و1995، وملحق في وزارة الخارجية بين 1989 و1991.[18]
- محاضراً في أكاديمية ناصر للعلوم العسكرية في القاهرة عام 2003، وله عدة مقالات ومؤلفات في مجال السياسة الدولية.[19]